# یونایتد آرتیستس
یونایتد آرتیستس اِنترتینمنت (به انگلیسی: United Artists Entertainment LLC، به اختصار: UA) یکی از استودیوهای فیلمسازی و توزیع‌کننده فیلم در ایالات متحدهٔ آمریکا است.
یونایتد آرتیستس اِنترتینمنت جدید در سال ۲۰۰۶ از شراکت تام کروز، بازیگر و تهیه‌کنندهٔ سینما، شریکش پائولا واگنر و استودیوی مترو گلدوین مایر شکل گرفت.